# 阿根廷友好城市或姐妹城市列表

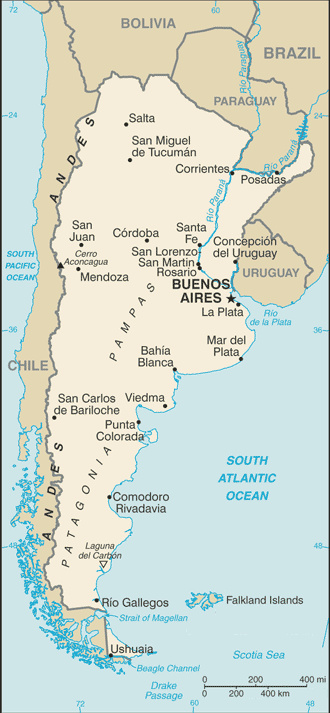
阿根廷地圖

以下列出阿根廷各級行政區的友好城市或姊妹城市（以阿根廷行政區的西班牙文名稱首字母排列）：

## A
村谷瑪麗亞
- 德國邁恩哈德

布朗海軍上將
- 墨西哥女人島

## B
布蘭卡港
- 智利塔爾卡瓦諾
- 祕魯聖伊西德羅區
- 古巴西恩富戈斯
- 美國傑克孫維
- 西班牙雷烏斯
- 義大利費爾莫
- 希臘希俄斯
- 以色列阿什杜德

布宜諾斯艾利斯
- 烏拉圭蒙特維多
- 智利聖地牙哥
- 巴西里約熱內盧
- 巴西巴西利亞
- 巴拉圭亞松森
- 祕魯利馬
- 哥倫比亞波哥大
- 美國邁阿密
- 多明尼加聖多明哥
- 西班牙畢爾包
- 西班牙加的斯
- 西班牙加利西亞
- 西班牙瓜迪斯
- 西班牙塞維亞
- 西班牙馬德里
- 西班牙奧維耶多
- 西班牙維戈
- 義大利卡拉布里亞
- 義大利費拉拉
- 德國柏林
- 希臘雅典
- 烏克蘭基輔
- 俄羅斯莫斯科
- 亞美尼亞葉里溫
- 敘利亞大馬士革
- 以色列特拉維夫
- 中國北京
- 中國廣州

## C
查斯可木斯
- 墨西哥女人島

科爾多瓦
- 智利瓦爾帕萊索
- 巴西坎皮納斯
- 巴西佛羅安那波里
- 巴西納塔爾[6]
- 烏拉圭蒙特維多
- 玻利維亞科恰班巴
- 玻利維亞聖克魯斯-德拉謝拉
- 哥倫比亞玻利瓦爾省科爾多瓦
- 哥倫比亞納里尼奧省科爾多瓦
- 哥倫比亞金迪奧省科爾多瓦
- 委內瑞拉哥多華
- 墨西哥科爾多瓦
- 西班牙安達魯西亞
- 西班牙卡斯提亞-雷昂
- 西班牙休達德拉
- 西班牙哥多華
- 西班牙馬林
- 義大利佛里烏利-威尼斯朱利亞
- 義大利皮埃蒙特
- 義大利都灵
- 俄羅斯伊熱夫斯克[7]
- 亞美尼亞久姆里[8]
- 中國西安[9]

## E
埃斯佩蘭薩
- 瑞士尚佩里
- 瑞士埃雷芒斯
- 瑞士里德
- 瑞士聖馬爾坦
- 瑞士特里安
- 瑞士韋克斯

埃斯克爾
- 英國威爾斯亞伯立斯威

## F
弗洛倫西奧巴雷拉
- 墨西哥女人島[2]
- 中國池州[12]

## G
聖馬丁將軍
- 巴西馬林加[13]
- 巴西聖貝爾納多-杜坎普[14]
- 義大利奇维塔诺瓦-马尔凯[15]

## L
拉努斯
- 墨西哥女人島

蘭比坎貝爾
- 義大利拉卡薩

盧漢德庫約
- 巴西本圖貢薩爾維斯[17]
- 以色列馬特耶胡達（英语：Mateh Yehuda Regional Council）[18]

## M
馬德普拉塔
- 巴西里約熱內盧[19]
- 墨西哥貝尼托·華雷斯[2]
- 墨西哥女人島[2]
- 美國羅德岱堡[20]
- 義大利巴里[21]
- 義大利聖貝尼迪托德隆托[22]
- 義大利蘇連多[23]
- 俄羅斯聖彼得堡[24]

門多薩
- 美國邁阿密-戴德郡[25]
- 美國納許維爾[26]

## P
巴拉那
- 烏拉圭阿蒂加斯
- 古巴聖地牙哥-德古巴
- 義大利莱昂福泰
- 以色列雷霍沃特

拉普拉塔
- 烏拉圭馬爾多納多
- 烏拉圭蒙特維多
- 智利康塞普西翁
- 巴西庫里奇巴
- 巴西阿雷格里港
- 巴拉圭亞松森
- 玻利維亞聖克魯斯-德拉謝拉
- 玻利維亞蘇克雷
- 委內瑞拉聖安娜德科羅
- 海地塔巴尔
- 墨西哥薩卡特卡斯
- 美國路易維爾
- 西班牙薩拉戈薩
- 義大利安吉亞里
- 義大利波隆那
- 法國濱海布洛涅
- 以色列貝爾謝巴
- 中國成都
- 中國九江
- 中國瀋陽

## Q
基爾梅斯
- 烏拉圭科洛尼亞-德爾沙加緬度
- 巴西卡諾阿斯
- 玻利維亞塔里哈
- 委內瑞拉伊里瓦倫
- 古巴普拉亞
- 墨西哥女人島
- 義大利圣毛罗-卡斯泰尔韦代
- 義大利斯蒂洛
- 中國南昌

## R
拉斐拉
- 義大利福薩諾
- 德國錫格馬林根多夫

拉莫納
- 義大利維拉諾瓦卡納韋塞

里奧夸爾托
- 阿根廷卡羅里納
- 阿根廷聖拉斐爾
- 阿根廷梅洛別墅（英语：Villa de Merlo）
- 智利奇陽
- 巴拉圭亞松森
- 美國亞伯林
- 西班牙比納羅斯

羅薩里奧
- 烏拉圭蒙特維多
- 智利瓦爾帕萊索
- 祕魯皮斯科
- 巴西阿雷格里港
- 巴拉圭亞松森
- 玻利維亞聖克魯斯-德拉謝拉
- 厄瓜多昆卡
- 委內瑞拉卡拉卡斯
- 哥倫比亞馬尼薩萊斯
- 哥倫比亞麥德林
- 古巴聖克拉拉
- 古巴聖地牙哥-德古巴
- 多明尼加聖多明哥
- 墨西哥蒙特雷
- 美國聖路易
- 西班牙畢爾包
- 義大利亞歷山德里亞
- 義大利因佩里亞
- 義大利都灵
- 希臘比雷埃夫斯
- 以色列海法
- 塞內加爾達卡
- 哈薩克阿拉木圖
- 科威特科威特城
- 中國上海

羅薩里奧德萊爾馬
- 墨西哥萊爾馬

## S
聖伊西德羅
- 美國科勒爾蓋布爾斯[35]
- 以色列海爾茲利亞[36]

聖何塞德梅坦
- 瑞士布魯西諾-阿西齊奧

聖胡安
- 智利科金博
- 智利拉塞雷納
- 智利維庫尼亞
- 巴西聖卡塔琳娜
- 墨西哥女人島
- 西班牙內爾哈
- 西班牙哈隆

聖胡斯托
- 義大利阿尔卢诺

聖米格爾-德圖庫曼
- 智利康塞普西翁
- 玻利維亞蘇克雷
- 玻利維亞聖克魯斯-德拉謝拉
- 德國艾福特
- 以色列上拿撒勒

聖塔菲
- 烏拉圭蒙特維多[41]
- 葡萄牙布拉加[42]
- 西班牙聖費[43]

- 義大利庫內奧[44]

孫察列斯
- 巴西新彼得羅波利斯
- 西班牙蒙德拉貢
- 義大利里瓦羅洛卡納韋塞